# Diabolik (personage)
Diabolik is een stripheld die is bedacht door de Italiaanse zussen Angela en Luciana Giussani in 1962. De reeks loopt nog steeds en maandelijks verschijnt een nieuw album. In Italië heeft Diabolik cultstatus, compleet met fandagen, parafernalia, verzamelwoede en merchandising. Het 800ste album verscheen in oktober 2013.

## Verhaal
Het personage is gebaseerd op verschillende personages uit Franse en Italiaanse pulp fiction-verhalen. Diabolik is een meedogenloze meesterdief. Hij steelt met name van andere criminelen. Hij beschikt over een groot aantal maskers waarmee hij zich als iedereen kan voordoen. Tevens lijkt hij veel kennis te hebben op het gebied van verschillende wetenschappen zoals chemie, mechanica en computers.
Oorspronkelijk was Diabolik nog een schurk die er niet voor terugdeinsde iedere tegenstander te vermoorden. Later kreeg hij meer een soort Robin Hoodachtige persoonlijkheid.
Diabolik werd al van kinds af aan opgevoed in een geheime basis op een eiland, waar hij al zijn vaardigheden op het gebied van inbraken leerde. Hij vermoordde uiteindelijk de leider van de dievenbende waar hij bij zat, en nam de naam Diabolik aan.
Sinds zijn derde strip wordt Diabolik bijgestaan door de vrouwelijke Eva Kant.
Diaboliks grootste tegenstander is Inspecteur Ginko.

## Hulpmiddelen
Diabolik rijdt altijd in een zwarte Jaguar E-type uit 1961. Hij draagt altijd een strak zwart pak dat enkel zijn ogen en wenkbrauwen zichtbaar laat. Diabolik gebruikt vrijwel nooit vuurwapens, maar vooral dolken die hij met zeer grote precisie kan gooien.

## Publicatie
Diaboliks eerste strip verscheen op 1 november 1962 met de titel Il Re del Terrore (te vertalen als “De Koning van de Terreur”). Sinds 1997 zijn en paar boeken met meer complexe verhalen uitgegeven. De Giussani-zusters schreven veel van de verhalen tot aan de jaren 80. Daarna gaven ze het schrijfwerk door aan Patricia Martinelli.
De meeste tekeningen worden verzorgd door Sergio Zaniboni, die Diabolik al tekent sinds 1969. Andere artiesten die aan de serie hebben gewerkt zijn Brenno Fiumali, Franco Paludetti, Enzo Facciolo en Lino Jeva.

## Film
De Italiaanse filmmaker Mario Bava bewerkte het verhaal van Diabolik in 1968 tot een film getiteld Danger: Diabolik.

## Animatieserie
In 2000 produceerde Saban International een animatieserie over Diabolik, die 40 afleveringen liep.